# Осада Харлема (1572—1573)
Осада Ха́рлема (нид. Beleg van Haarlem (1572-1573)) — осада испанскими войсками с 11 декабря 1572 по 13 июля 1573 года голландского города Харлем во время Нидерландской революции. После сражения у Харлеммермера и поражения своих сухопутных войск повстанцы были вынуждены сдать голодающий город, гарнизон которого был уничтожен. Сопротивление Харлема, тем не менее, вдохновило на борьбу оранжистов на оборону Алкмара и Лейдена.

## Предыстория

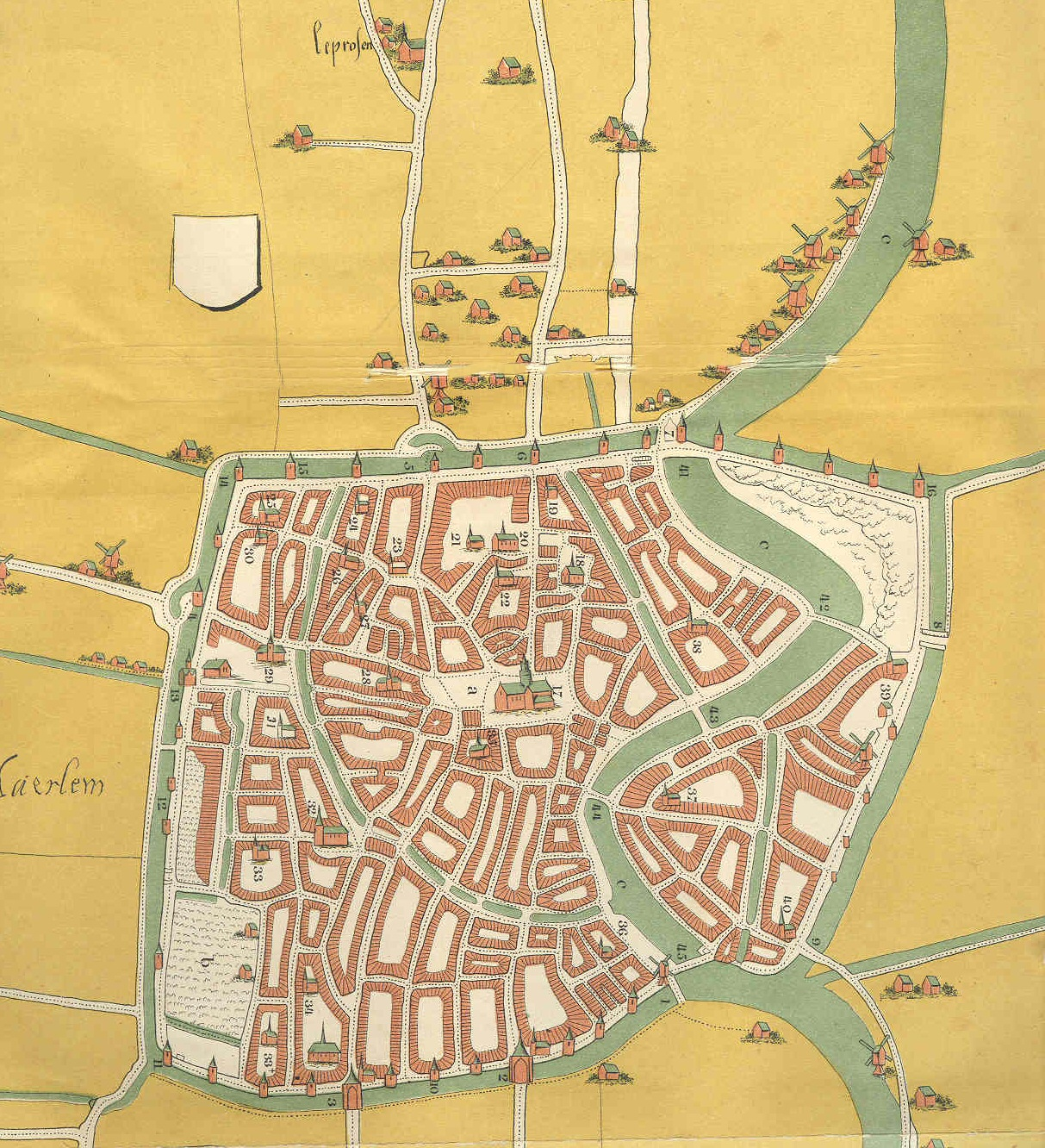
Карта Харлема около 1550 года. Город окружен стеной и оборонительным рвом.

Город Харлем придерживался умеренных взглядов в религиозной войне, которая шла в Нидерландах в то время. Город смог избежать волны радикального иконоборчества в 1566 году, охватившего другие города региона. Когда город Брилле был захвачен гёзами, муниципалитет Харлема не сразу поддержал их. Первоначально городские власти, в отличие от многих жителей — высказались против открытого конфликта с испанцами. Однако после долгих политических дебатов город 4 июля 1572 года официально выступил против испанского короля Филиппа II.
Правитель Испании в ответ послал к городу армию под командованием дона Фадрике (по-голландски «Фредерика»), сына герцога Альба. 17 ноября 1572 года все граждане города Зютфен были убиты испанскими солдатами, 1 декабря та же участь постигла Нарден.
Из Амстердама, пока ещё находившегося под контролем испанцев, пришло сообщение, что Фадрике готов к переговорам. Городская администрация послала депутацию из 4 человек в Амстердам. Оборона города была поручена губернатору Вигбольту Рипперде, командование гарнизоном — Вильгельму Оранскому. Он решительно не одобрял переговоры с испанской армией и убедил городскую стражу дать клятву не сдавать город. Власти города был заменены сторонниками Вильгельма. Когда депутация вернулась из Амстердама, послы были осуждены как предатели и отправлены к Вильгельму — новому хозяину города. Церковь Святого Бавона в тот же день была очищена от атрибутов Римско-католической церкви.

## Осада

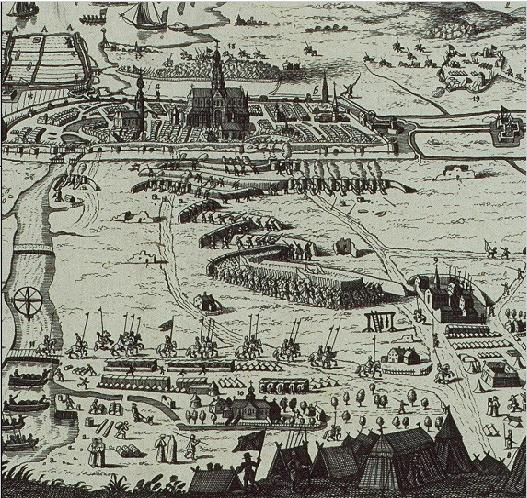
Осада Харлема.

11 декабря 1572 года испанская армия осадила Харлем. Город в военном смысле был не слишком силен. Хотя его окружали крепостные стены, они находились в плохом состоянии. Территорию вокруг города было невозможно затопить, что позволило испанцам спокойно разбить лагерь у стен. Однако наличие рядом крупного озера Харлеммермер затрудняло врагу попытки перерезать поставки продовольствия в город.
В средние века боевые действия в зимнее время были редкостью, однако Харлем был крайне ценен для испанцев, и дон Фадрике приказал не снимать осаду с наступлением холодов. В течение первых двух месяцев осады ни одна из сторон не имела преимущества. Испанские солдаты прорыли два туннеля, чтобы подорвать городские стены. Но защитники сделали подкоп навстречу и взорвали испанские туннели. Ситуация для Харлема стала ухудшаться 29 марта 1573 года. Амстердамская армия, верная испанскому королю, взяла под контроль Харолеммермер и отрезала Харлем от поставок провианта. Голод в городе разрастался, и ситуация стала настолько напряженной, что 27 мая многие лоялисты (сторонники испанцев), находившиеся в заключении, были убиты в ходе нападения на тюрьму. 19 декабря не менее 625 защитников города погибли в ходе атаки испанцев между воротами Янспорт и мостом Екатерины. Это вынудило защитников отойти и укрепиться на новых рубежах.
Двое городских ворот — Круйспорт и Янспорт, — были разрушены в ходе боев.

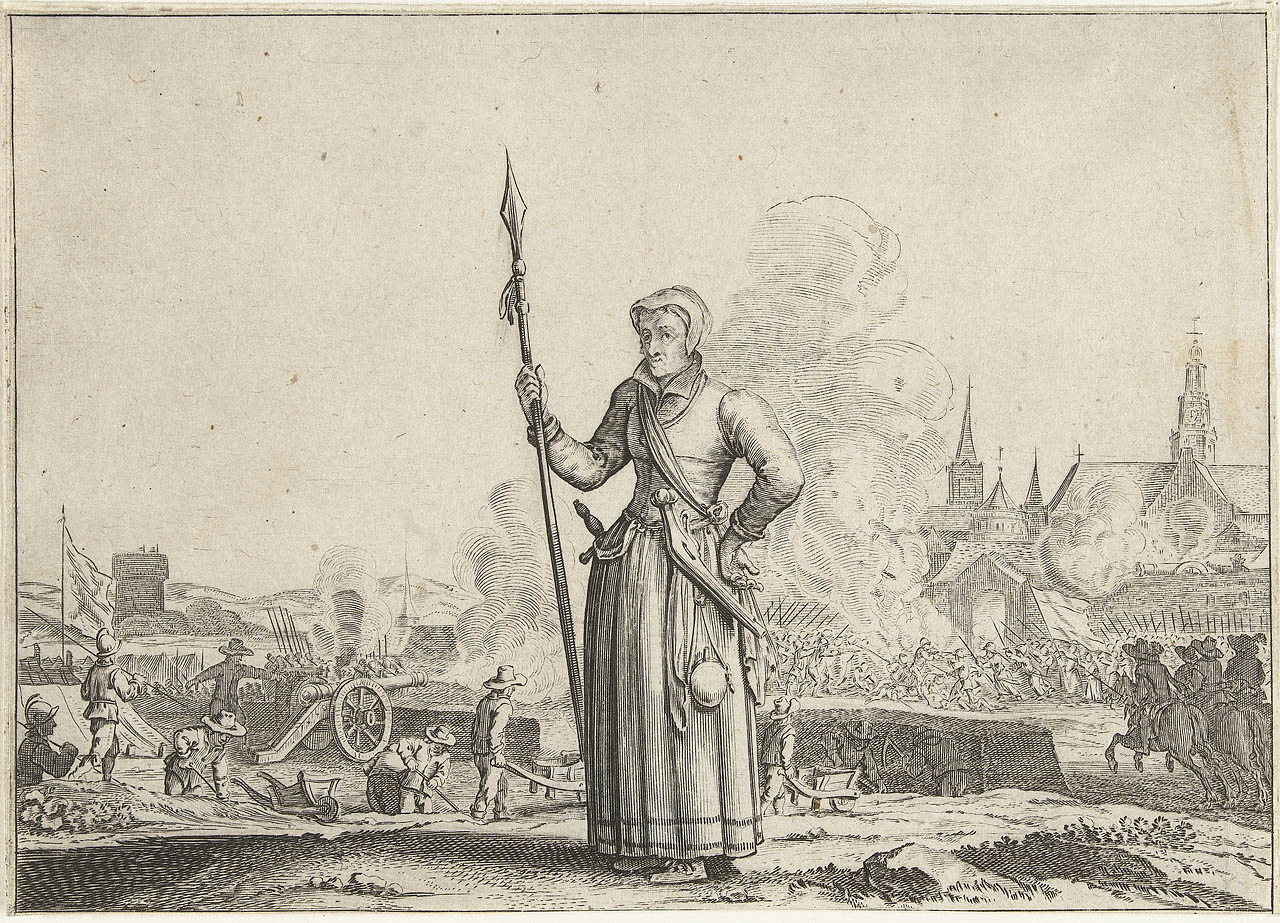
Кенау Симонсдотер Хасселер. Гравюра XVII в.

При защите города отличилась вдова местного торговца Кенау Симонсдотер Хасселер (1526—1589), героиня голландского фольклора, возглавившая вооруженный отряд женщин-горожанок.
В начале июля Вильгельм Оранский собрал армию из 5000 солдат в районе Лейдена, чтобы спасти Харлем. Тем не менее, испанцы заманили их в ловушку и разгромили.

## Капитуляция

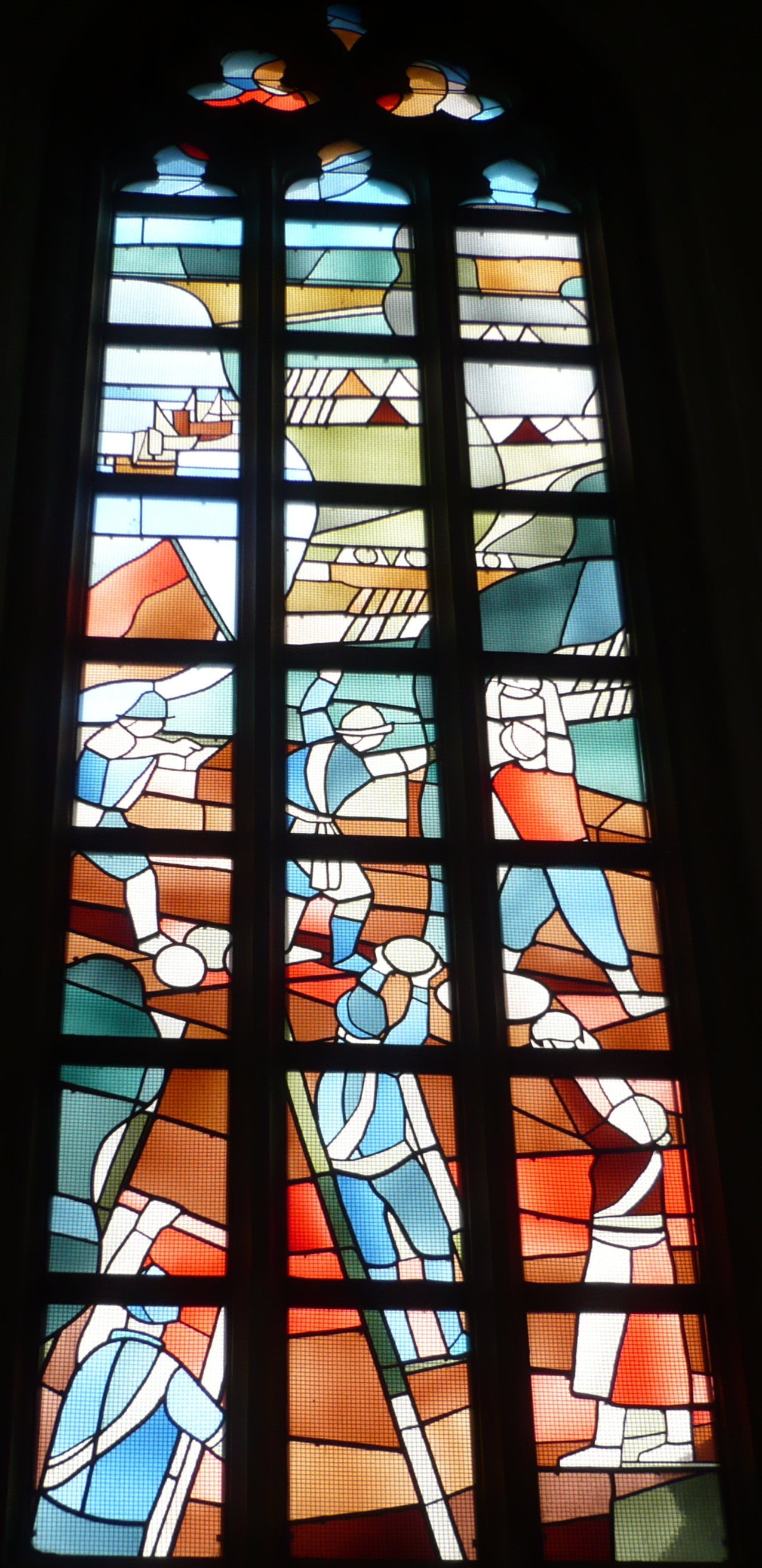
Витраж в церкви святого Бавона (1980) в память об осаде Харлема.

В первые дни битвы испанская армия попыталась штурмовать городские стены, но эта попытка завладеть городом не удалась из-за недостаточной подготовки солдат, не ожидавших упорного сопротивления. Эта небольшая победа подняла боевой дух защитников Харлема.
После семи месяцев осады город капитулировал 13 июля 1573 года. Обычно после осады солдаты победившей армии получали несколько дней на разграбление города, но граждане Харлема купили себе право на защиту от грабежа за 240 000 гульденов. Однако весь гарнизон, который включал англичан, французов и немцев, был казнен (за исключением немцев). 40 бюргеров были обвинены в подстрекательстве к мятежу и казнены. Губернатор Рипперда и его лейтенант были обезглавлены. Дон Фадрике поблагодарил Бога за победу в церкви Святого Бавона. В городе оставался испанский гарнизон.
Хотя в конечном итоге Харлем пал, осада показала другим городам, что испанская армия не является непобедимой. Эта мысль, а также большие потери, понесенные испанской армией (около 10 000 человек), помог Лейдену и Алкмару выдержать их осады. В церкви церкви Святого Бавона можно прочитать следующие слова:
In dees grote nood, in ons uutereste ellent

Gaven wij de stadt op door hongers verbant

Niet dat hij se in creegh met stormender hant.

В острой нужде, в нашей полнейшей нищете,

мы сдали город, принужденный голодом,

но это не то, чтобы он был взят его штурмом.

## Отражение в культуре

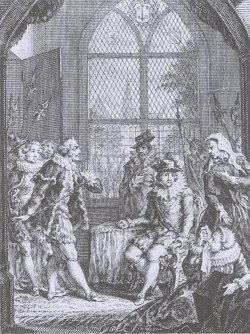
Сцена из пьесы Юлианы де Ланнуа, опубликованной в 1770 году. Момент, когда Амелия дочь Кенау, оплакивает своего мужа Вигбольта Рипперду (в гробу), пока Кенау ругается с Фадрике де Толедо, вошедшим в комнату, чтобы арестовать Петера Хасселера (сидит).

Некоторые голландские города ежегодно празднуют победу над испанцами как день независимости (например, Лейден — 2-3 октября, Алкмар — 18 октября). Харлем не выстоял в осаде 1573 года, однако также отмечает 13 июля как день независимости.
Осада Харлема отражена в трех пьесах, самой известной из них является пьеса Юлианы де Ланнуа, написанная в 1770 году. Сюжет пьесы основан на народной легенде о подвиге купеческой вдовы Кенау Хасселер, возглавившей отряд женщин-защитниц города.

### В кино
- «Кенау» / Kenau — фильм режиссёра Маартена Трееньета (Нидерланды, Бельгия, Венгрия, 2014).